# Super détectives !
Super détectives ! (The InBESTigators), est une série télévisée australienne en vingt épisodes d'environ 30 minutes (découpée en quarante segments d'environ 14 minutes) créée par Robyn Butler et Wayne Hope, diffusée entre le 21 juin et le 30 novembre 2019 sur ABC Me et mondialement sur la plateforme Netflix.

## Synopsis
Ezra Banks fait la connaissance d'une nouvelle élève de son école, Maudie Miller, alors que l'argent des gâteaux qu'Ava a vendus a disparu. Tous deux enquêtent. Devant ce premier succès, ils créent avec leurs amis Ava et Kyle une agence de détectives.
À chaque épisode, un ou deux des jeunes détectives raconte une affaire qu'ils ont résolue.

## Distribution

### Acteurs principaux
- Anna Cooke (VF : Maryne Bertieaux) : Maudie Miller
- Aston Droomer : Ezra Banks
- Abby Bergman (VF : Kaycie Chase) : Ava Andrikides
- Jamil Smyth-Secka : Kyle Klimson

### Acteurs secondaires
- James Saunders (VF : Damien Boisseau) : M. Henry McGillick
- Maria Angelico (en) (VF : Fily Keita) : Miss Tan

Version française
- Société de doublage : Karina Films
- Direction artistique : Valérie de Vulpian
- Adaptation des dialogues : Margaux Didier

 Source et légende : version française (VF) sur RS Doublage

## Production

### Fiche technique
Sauf indication contraire, les informations mentionnées dans cette section peuvent être confirmées par la base de données cinématographiques IMDb,  présente dans la section « Liens externes ».
- Titre original : The InBESTigators
- Titre français : Super détectives !
- Création : Robyn Butler et Wayne Hope
- Réalisation : Wayne Hope, Robyn Butler, Ian Reiser, Tim Bartley, Nina Buxton
- Scénario : Robyn Butler, Wayne Hope, Molly Daniels, Lisa Marie Corso, Maddy Butler, Jayden Masciulli, Bob Franklin
- Musique : Craig Pilkington
- Production : Robyn Butler, Wayne Hope, Greg Sitch, Bernadette O’Mahoney
- Société de production : Gristmill Productions
- Société de distribution : Netflix
- Pays d’origine :  Australie
- Langue originale : anglais
- Genre : comédie dramatique policière familiale
- Nombre de saisons : 2
- Nombre d'épisodes : 20
- Durée : 30 minutes
- Dates de première diffusion :
  - Australie : 21 juin 2019 sur ABC Me
  - Monde : 9 août 2019 sur Netflix

## Épisodes

### Première saison (été 2019)
1. L'affaire de la curieuse nouvelle / L'affaire des colis volatilisés
2. L'affaire du système solaire disparu / L'affaire du danseur en détresse
3. L'affaire du secret de la soirée pyjama / L'affaire du pari de la plus grande bouche
4. L'affaire du pénible canular téléphonique / L'affaire du sportif pas très sport
5. L'affaire de l'excursion prometteuse / L'affaire du carnet vraiment introuvable
6. L'affaire du gicleur louche / L'affaire du quiz insolite
7. L'affaire du sabotage des sciences physiques / L'affaire de la répétition maudite
8. L'affaire du tableau déconcertant / L'affaire du voleur de tortues
9. L'affaire de la tasse égarée / L'affaire de la petite sœur triste
10. L'affaire du drone désorienté / L'affaire de la lettre mystérieuse

### Deuxième saison (automne 2019)
1. L'affaire du concert catastrophe / L'affaire de la saga du foot
2. L'affaire de l'audition bizarre / L'affaire du plagiat
3. L'affaire de la devinette / L'affaire de l'enlèvement du robot
4. L'affaire des koalas / L'affaire du congélateur trop vide
5. L'affaire de la miraculée du minigolf / L'affaire de la fête embarrassante
6. L'affaire de la commande décevante / L'affaire du stagiaire envahissant
7. L'affaire de la fréquence folle / L'affaire du trimathlon truqué
8. L'affaire des voitures cambriolées / L'affaire du détectives préoccupé
9. L'affaire de l'infecte limonade / L'affaire de l'incroyable diseuse de bonne aventure
10. L'affaire du pauvre campeur / L'affaire de la triple enquête

## Personnages principaux
Ezra Banks
Enfant qui croit être doué avec la technologie mais en fait c'est à peine s'il sait programmer un simple langage de programmation comme du langage C par exemple, juste les choses de bases. Il est capable de faire un site web (en vrai il utilise juste des applications ou tout est déjà programmé) et propose régulièrement au directeur de son école (qu'il appelle par son prénom, Henry) de refaire le site Internet de l'école, malgré les refus répétés de ce dernier. Pour faire plaisir à sa mère, qui demande que son fils soit stimulé, le directeur lui confie un projet scolaire : être le tuteur de la nouvelle élève, Maudie miller. Les Super détectives épisode 1 : l'Affaire de la curieuse nouvelle. Il adore les livres d'énigmes. Il a une petite sœur qui s'apelle Poppy comme dans poppy play time et la pop!, qui lui coupe la parole (notamment pour lui faire la leçon sur ce que leur mère souhaite d'eux) Les Super détectives épisode 3 : l'Affaire du système solaire disparu.
Maudie Miller
Anticonformiste sans s'en rendre compte, elle entre dans la classe par la fenêtre à sa première rencontre avec Ezra. Elle est assez futée pour résoudre les énigmes des livres préférés d'Ezra et pour faire des déductions à propos du vol de la boîte de la recette des ventes d'Ava dès son arrivée à l'école elle est très observatrice. Elle ne connaît pas les règles pour être bien élevée, mais est capable de les assimiler instantanément quand on les lui énonce, malheureusement, elle a du mal à les appliquer de manière correcte, ce que lui vaut quelques soucis de relations avec les clients de l'agence en particulier, elle ne peut pas s'empêcher de dire la vérité (mais elle essaye de corriger son défaut) . Elle aime faire des sandwichs originaux, ses recettes sont assez spéciales, comme par exemple le sandwich au saumon et au beurre de cacahuète . Comme Adrian Monk, elle commence ses explications par les fameux mots : « voilà ce qui s'est passé (…) ».
Ava Andrikides
Très investie dans l'amélioration de son école, Ava tient un stand de vente de cupcakes pour financer un parking à bicyclettes pour les élèves. Elle est la meilleure amie d'Ezra . Elle a un sens de l'humour assez involontaire (sa première réplique est une blague à propos de la nouvelle élève), mais selon Ezra, elle est très gentille . Elle aime les chiens et les trouve très mignons Les Super détectives épisode 2 : l'Affaire des colis volatilisés.
Kyle Klimson
C'est le sportif de l'équipe. Il est l'ami d'Ezra, bien que ce dernier avoue ignorer pourquoi,.Et il pensait qu'il n'était pas doué en maths mais en vrai oui dans un épisode. Quand il dit une idiotie, on ne sait jamais s'il blague intentionnellement ou non : il a toujours des théories loufoques à propos des affaires sur lesquelles ils enquêtent mais 2 fois c' était vrai . Bien à lui il adore les sandwichs loufoques de Maudie.